# Phalaenophana extremalis
Phalaenophana extremalis là một loài bướm đêm thuộc họ Noctuidae. Loài này có ở Arizona và New Mexico.